# 蒙费朗-拉法尔
蒙费朗-拉法尔（法語：Montferrand-la-Fare，法語發音：[mɔ̃fɛʁɑ̃ la faʁ]）是法国德龙省的一个市镇，属于尼永斯区。

## 地理
蒙费朗-拉法尔（44°21'36"N, 5°26'59"E）面积11.24 平方千米，位于法国奥弗涅-罗讷-阿尔卑斯大区德龙省，该省份为法国东南部内陆省份，北起顺时针与伊泽尔省、上阿尔卑斯省、上普罗旺斯阿尔卑斯省、沃克吕兹省和阿尔代什省接壤。
与蒙费朗-拉法尔接壤的市镇（或旧市镇、城区）包括：罗桑、圣安德烈德罗桑、朗普、鲁雪、乌韦兹河畔圣欧邦、圣索沃尔古韦尔内。

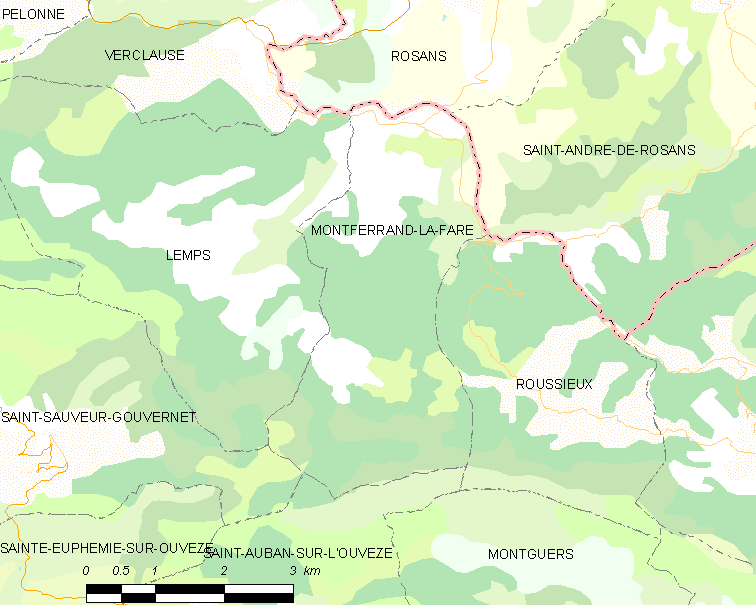
蒙费朗-拉法尔的OSM定位图

蒙费朗-拉法尔的时区为UTC+01:00、UTC+02:00（夏令时）。

## 行政
蒙费朗-拉法尔的邮政编码为26510，INSEE市镇编码为26199。

## 政治
蒙费朗-拉法尔所属的省级选区为尼永斯-巴罗尼县。

## 人口

1962-2008年间蒙费朗-拉法尔人口变化图示

蒙费朗-拉法尔于2022年1月1日时的人口数量为27人。